# Политические партии Коста-Рики
Политические партии Коста-Рики — совокупность политических партий и организаций, действующих на территории Коста-Рики. С середины 1980-х годов в стране существовала двухпартийная система, в рамках которой имелось две доминирующие политические партии, правоцентристская Партия социал-христианского единства (PUSC) и левоцентристская Партия национального освобождения (PLN), получавшие около 90 % мест в Законодательном собрании. После выборов 2002 года и сильных результатов новой Партии гражданского действия старая двухпартийная система стала распадаться. С тех пор известность приобрели несколько других партий, а выборы 2006 года ясно показали, что Коста-Рика теперь представляет собой многопартийную систему.
Начиная с 2000-х годов разногласия по поводу неолиберальной политики, проводимой правящей PLN, привели к распаду традиционной системы союзов между несколькими партиями и, несмотря на то, что страна по-прежнему остаётся политически стабильной, произошёл сдвиг в сторону многопартийности. Различные выборные должности внутри страны, такие как мэры и члены городских советов, занимают представители множества национальных и местных политических партий.

## Парламентские партии
| Список политических партий Коста-Рики, представленных в Законодательном собрании страны по итогам выборов 2022 года | Список политических партий Коста-Рики, представленных в Законодательном собрании страны по итогам выборов 2022 года | Список политических партий Коста-Рики, представленных в Законодательном собрании страны по итогам выборов 2022 года | Список политических партий Коста-Рики, представленных в Законодательном собрании страны по итогам выборов 2022 года | Список политических партий Коста-Рики, представленных в Законодательном собрании страны по итогам выборов 2022 года | Список политических партий Коста-Рики, представленных в Законодательном собрании страны по итогам выборов 2022 года | Список политических партий Коста-Рики, представленных в Законодательном собрании страны по итогам выборов 2022 года | Список политических партий Коста-Рики, представленных в Законодательном собрании страны по итогам выборов 2022 года |
| Партия | Партия | Партия | Оригинальное название                                                                                               | Год | Депутаты | Идеология | Позиция |
| --- | --- | --- | --- | --- | --- | --- | --- |
| | | Партия национального освобождения (Коста-Рика)                                                                      | Partido Liberación Nacional, PLN                                                                                    | 1951 | 19 из 57 | Социал-демократия, третий путь, фигереизм                                                                           | Центр→левый центр                                                                                                   |
| | | Социал-демократическая прогрессивная партия (Коста-Рика)                                                            | Partido Progreso Social Democrático, PPSD                                                                           | 2018 | 10 из 57 | Социал-демократия, социальный консерватизм, экономический либерализм                                                | Центр→правый центр                                                                                                  |
| | | Партия социал-христианского единства                                                                                | Partido Unidad Social Cristiana, PUSC                                                                               | 1983 | 9 из 57 | Христианская демократия, либеральный консерватизм, экономический либерализм                                         | Правый центр |
| | | Партия новой республики                                                                                             | Partido Nueva República, PNR                                                                                        | 2019 | 7 из 57 | Консерватизм, социальный консерватизм, христианские правые                                                          | Правые→ультраправые                                                                                                 |
| | | Либерально-прогрессивная партия                                                                                     | Partido Liberal Progresista, PLP+                                                                                   | 2016 | 6 из 57 | Либертарианизм, классический либерализм                                                                             | Правый центр |
| | | Широкий фронт | Frente Amplio, FA                                                                                                   | 2004 | 6 из 57 | Демократический социализм, социализм 21 века, прогрессивизм                                                         | Левые |

## Непарламентские партии
| Список политических партий Коста-Рики, непредставленных в Законодательном собрании | Список политических партий Коста-Рики, непредставленных в Законодательном собрании | Список политических партий Коста-Рики, непредставленных в Законодательном собрании | Список политических партий Коста-Рики, непредставленных в Законодательном собрании | Список политических партий Коста-Рики, непредставленных в Законодательном собрании                                     | Список политических партий Коста-Рики, непредставленных в Законодательном собрании | Список политических партий Коста-Рики, непредставленных в Законодательном собрании |
| Название                                                                           | Название                                                                           | Название                                                                           | Оригинальное название                                                              | Идеология | Позиция                                                                            | Прим. |
| ---------------------------------------------------------------------------------- | ---------------------------------------------------------------------------------- | ---------------------------------------------------------------------------------- | ---------------------------------------------------------------------------------- | --- | ---------------------------------------------------------------------------------- | --- |
|                                                                                    |                                                                                    | Доступ без исключения                                                              | Partido Accesibilidad sin Exclusión (PASE)                                         | Религиозный гуманизм, права инвалидов, консерватизм                                                                    | Правые                                                                             | Основана в 2001. Наибольшего успеха достигла на выборах 2010 года (9,1 %, 4 места). С 2018 года в парламенте не представлена.                                                                        |
|                                                                                    |                                                                                    | Партия гражданского действия                                                       | Partido Acción Ciudadana (PAC)                                                     | Прогрессивизм, социал-демократия, христианская демократия                                                              | Левый центр→левые (есть правоцентристское крыло)                                   | Основана в 2001. Правящая с 2014 по 2022 годы. С 2022 года в парламенте не представлена. |
|                                                                                    |                                                                                    | Христианско-демократический альянс                                                 | Alianza Demócrata Cristiana (ADC)                                                  | Консерватизм, христианская демократия, христианские правые, христианский гуманизм                                      | Правый центр→правые                                                                | Основан в 2012. Наибольшего успеха достигла на выборах 2014 года (1,2 %, 1 место). С 2018 года в парламенте не представлена.                                                                         |
|                                                                                    |                                                                                    | Партия коста-риканского обновления                                                 | Partido Renovación Costarricense (PRC)                                             | Католический интегрализм, социальный консерватизм, христианский социализм                                              | Правые→ультраправые (социал. вопросы) Левый центр→левые (экономика)                | Основана в 1995. Наибольшего успеха достигла на выборах 2014 года (4,0 %, 2 места). С 2018 года в парламенте не представлена.                                                                        |
|                                                                                    |                                                                                    | Демократическая сила                                                               | Fuerza Democrática                                                                 | Социализм, партиципаторная демократия                                                                                  | Левые                                                                              | Основана в 1994. Наибольшего успеха достигла на выборах 1998 года (5,7 %, 3 места). Распалась в 2010 году. Восстановлена в 2021 году, но не смогла участвовать в выборах 2022 года.                  |
|                                                                                    |                                                                                    | Партия либертарианского движения                                                   | Partido Movimiento Libertario (PML)                                                | Либертарианский консерватизм, социальный консерватизм, социальное учение Католической церкви, экономический либерализм | Правые                                                                             | Основана в 1994. Наибольшего успеха достигла на выборах 2010 года (14,5 %, 9 мест). С 2018 года в парламенте не представлена.                                                                        |
|                                                                                    |                                                                                    | Партия национального возрождения                                                   | Partido Restauración Nacional (PREN)                                               | Христианская политика, социальный консерватизм                                                                         | Правые→ультраправые                                                                | Основана в 2005. Наибольшего успеха достигла на выборах 2018 года (18,1 %, 14 мест). С 2022 года в парламенте не представлена.                                                                       |
|                                                                                    |                                                                                    | Партия национальной интеграции                                                     | Partido Integración Nacional (PIN)                                                 | Социальный консерватизм, экономический национализм, демократия участия, правый популизм                                | Правые                                                                             | Основана в 1998. Наибольшего успеха достигла на выборах 2018 года (7,6 %, 4 мест). С 2022 года в парламенте не представлена.                                                                         |
|                                                                                    |                                                                                    | Партия нового поколения                                                            | Partido Nueva Generación (PNG)                                                     | Экономический либерализм, социальный консерватизм, антиимигрантская                                                    | Правый центр→правые                                                                | Основана в 2012. Наибольшего успеха достигла на выборах 2018 года (2,1 %, 0 мест). |
|                                                                                    |                                                                                    | Социал-христианская республиканская партия                                         | Partido Republicano Social Cristiano (PRSC)                                        | Кальдеронизм, христианская демократия, республиканизм, социальный консерватизм                                         | Правый центр                                                                       | Основана в 2014. Наибольшего успеха достигла на выборах 2018 года (4,2 %, 2 места). С 2022 года в парламенте не представлена.                                                                        |
|                                                                                    |                                                                                    | Партия «Народный авангард»                                                         | Partido Vanguardia Popular (PVP)                                                   | Коммунизм, марксизм-ленинизм                                                                                           | Ультралевые                                                                        | Основана в 1931 году как Рабоче-крестьянский блок, затем Коммунистическая партия Коста-Рики. Переименована в 1943 году. С 1948 по 1975 год была запрещена. С 1994 года в парламенте не представлена. |

## Местные партии
| Список местных политических партий Коста-Рики | Список местных политических партий Коста-Рики | Список местных политических партий Коста-Рики | Список местных политических партий Коста-Рики | Список местных политических партий Коста-Рики | Список местных политических партий Коста-Рики | Список местных политических партий Коста-Рики |
| Название                                      | Название                                      | Название                                      | Оригинальное название                         | Кантон                                        | Идеология                                     | Прим. |
| --------------------------------------------- | --------------------------------------------- | --------------------------------------------- | --------------------------------------------- | --------------------------------------------- | --------------------------------------------- | --- |
|                                               |                                               | Партия солнца                                 | Partido del Sol                               | Санта-Ана                                     |                                               | Основана в 1997 для борьбы против строительства мусорной свалки. Контролировала совет Санта-Аны четыре срока подряд.                                 |
|                                               |                                               | Курридабат XXI века                           | Curridabat Siglo 21                           | Курридабат                                    | Кантонализм                                   | Основана в 1997, с 2002 года неизменно выигрывает выборы мэра Курридабата, являясь самой успешной кантональной партией Коста-Рики.                   |
|                                               |                                               | Эскасуанская прогрессистская юнта             | Yunta Progresista Escazuseña                  | Эскасу                                        | Локализм                                      | Основана в 1996 году, контролировала мэрию и городской совет Эскасу в течение трёх сроков подряд.                                                    |
|                                               |                                               | Независимая партия эскасуанцев                | Partido Independiente Escazuceño              | Эскасу                                        | Локализм                                      | Основана в 2014 году, контролировала мэрию и городской совет Эскасу в течение трёх сроков подряд.                                                    |
|                                               |                                               | Гуманистическая партия Монтес де Ока          | Partido Humanista de Montes de Oca            | Монтес-де-Ока                                 | Новый гуманизм                                | Основана в 1984 году как часть международного Гуманистического движения, контролировала мэрию и городской совет Эскасу в течение трёх сроков подряд. |
|                                               |                                               | Зелёная партия Картаго                        | Partido Verde de Cartago                      | Картаго                                       | Левоцентризм, экологическая политика          | Основана в 2004. |
|                                               |                                               | Альянс за Сан-Хосе                            | Alianza por San José                          | Сан-Хосе                                      | Центризм, социал-демократия                   | Основана в 2001. |

## Исторические партии
| Список политических партий Коста-Рики, прекративших свою деятельность | Список политических партий Коста-Рики, прекративших свою деятельность | Список политических партий Коста-Рики, прекративших свою деятельность | Список политических партий Коста-Рики, прекративших свою деятельность | Список политических партий Коста-Рики, прекративших свою деятельность | Список политических партий Коста-Рики, прекративших свою деятельность | Список политических партий Коста-Рики, прекративших свою деятельность | Список политических партий Коста-Рики, прекративших свою деятельность | Список политических партий Коста-Рики, прекративших свою деятельность |
| Название                                                              | Название                                                              | Название                                                              | Оригинальное название                                                 | Идеология                                                             | Позиция                                                               | Год создания                                                          | Год ликвидации                                                        | Прим. |
| --------------------------------------------------------------------- | --------------------------------------------------------------------- | --------------------------------------------------------------------- | --------------------------------------------------------------------- | --------------------------------------------------------------------- | --------------------------------------------------------------------- | --------------------------------------------------------------------- | --------------------------------------------------------------------- | --- |
|                                                                       |                                                                       | Партия Национального союза                                            | Partido Unión Nacional (PUN)                                          | Либерализм, консерватизм, антиимигрантская                            | Правый центр                                                          | 1901                                                                  | 2010                                                                  | Основана Ассенсьоном Эскивелем, президентом Коста-Рики (1902—1906). За свою историю несколько раз распускалась и воссоздавалась. Её лидерами в разное время были такие политики как Клето Викес Гонсалес (президент в 1906—1910 и 1928—1932), Отилио Улате Бланко (президент в 1949—1953), Марио Хосе Эчанди Хименес (президент в 1958—1962) и Хосе Хоакин Трехос Фернандес (президент в 1966—1970). |
|                                                                       |                                                                       | Партия национального спасения                                         | Partido Rescate Nacional (PRN)                                        | Социализм, социал-демократия, христианский социализм                  | Левый центр                                                           | 1996                                                                  | 2010                                                                  | Основана группой педагогов и лидеров профсоюзов для участия в выборах 1998 года. После ряда провалов на выборах распалась. |
|                                                                       |                                                                       | Партия национального объединения                                      | Partido Unificación Nacional (PUN)                                    | Консерватизм, либерализм, кальдеронизм, антикоммунизм                 | Правый центр                                                          | 1966                                                                  | 1978                                                                  | Основана в результате объединения Национальной республиканской партии и Партии Национального союза для участия в национальных выборах 1966 года. Одержала победу на президентских выборах, но не смогла получить большинство на парламентских. После провала на выборах 1978 года (1,6 % на президентских и 3,1 % и 0 мест на парламентских) распалась. |
|                                                                       |                                                                       | Национальная республиканская партия                                   | Partido Republicano Nacional (PRN)                                    | Христианская демократия, либерализм, кальдеронизм                     | Правый центр                                                          | 1932                                                                  | 1976                                                                  | Основана группой членов Республиканской партии, сторонников Рикардо Хименеса Ореамуно, трижды президента Коста-Рики (1910—1914, 1924—1928, 1932—1936). Доминировала в политике страны в период с 1932 по 1948 год. После поражения в гражданской войне 1948 года лишена регистрации и смогла продолжить деятельность под названием Независимая республиканская партия. После смерти лидера партии Рафаэля Кальдерон его сын основал Республиканскую кальдеронистскую партию, которую обычно считают главным наследником Национальной республиканской. |
|                                                                       |                                                                       | Партия действия сельских трудящихся                                   | Partido Acción Laborista Agrícola (PALA)                              | Аграризм                                                              | Центр                                                                 | 1989                                                                  | 2007                                                                  | Наибольшего успеха достигла на выборах 1998 года (1,2 %, 1 место). |
|                                                                       |                                                                       | Республиканская партия                                                | Partido Republicano (PR)                                              | Либерализм, республиканизм                                            | Правый центр                                                          | 1897                                                                  | 1932                                                                  | Основана как Партия Республиканского союза «фернандистас», сторонниками Максимо Фернандеса Альварадо. Трижды побеждала на президентских (1910, 1913 и 1923) и парламентских выборах (1915, 1923, 1925). Распалась после ухода из партии Рикардо Хименеса Ореамуно. |
|                                                                       |                                                                       | Гражданская партия                                                    | Partido Civil                                                         | Либерализм, популизм                                                  |                                                                       | 1893                                                                  | 1915                                                                  | Основана сторонниками Рафаэля Иглесиаса Кастро, президент Коста-Рики в 1894—1902 годах. |
|                                                                       |                                                                       | Национальная партия                                                   | Partido Nacional (PN)                                                 | Либерализм                                                            |                                                                       | 1892                                                                  | 1917                                                                  | Основана рядом либеральных групп для участия в промежуточных выборов 1892 года, которые объединились со сторонниками президента Хосе Родригеса Селедона, чтобы победить Католический союз. С 1905 года партию возглавлял Клето Гонсалес Викес, победивший на президентских выборах 1905 года, позже перешедший в Партию Национального союза. |
|                                                                       |                                                                       | Католический союз                                                     | Unión Católica (UC)                                                   | Клерикализм, консерватизм, антимасонство                              | Правые                                                                | 1889                                                                  | 1895                                                                  | Первая идеологическая партия, основанная в Коста-Рике. |